# 福克G.I战斗机
福克G.I战斗机（荷蘭語：Fokker G.I Jachtkruiser）是二战前夕由荷兰福克公司研发的一种重型双发全金属战斗机。设计上集战斗机轰炸机的设计思想于一身，是一种多用途战斗机，1937年3月16日首飞。该机第一次公开亮相是在1936年11月13日的第十五届巴黎航展，其革命性的设计迅速引起了轰动。

## 設計簡介

福克G.I戰鬥機三視圖

设计上集战斗机轰炸机的设计思想于一身，是一种多用途战斗机。
其設計最明顯的是如同美製P-38戰鬥機那樣的雙機身，駕駛艙在中央位置而且是一個獨立的機艙，左右機身除了用主翼相連之外，也在機尾用水平尾翼相連。這樣的設計曾不被看好，因為除非增加結構強度而增重，否則在空戰當中會因為飛機劇烈運動而引致機身結構變形。總設計師沙茨基認為祇要把武器、速度和航程三者設計得當，雙機身設計能滿足各方面的要求而不會有問題，這樣的設計首先武器布置問題簡單，機炮武裝可直接裝在機頭。
機身油箱也可以和機翼油箱連成一體，機翼油箱有1050升，左右機身油箱也各有345升，另外在機翼前方發動機外側也左右各有一個50升油箱，這樣能保證其長航程。
其機翼是木製，由雲杉木和複合板構成翼樑，翼肋也是木板，樹膠蒙皮，副翼內裡是鋼管而外包帆布，襟翼是鋁合金製並有液壓動力操作。
由鋼鐵條製成的加強肋架不單作為發動機艙結構也作為起落架連接骨架，機頭武器艙也同樣由鋼鐵條製成的骨架外包鋁合金，內裡有兩挺23毫米口徑麥德森機炮，再加兩挺7.92毫米口徑麥德森機槍，這兩挺機槍能左右上下擺動，但來改為固定的8挺7.92毫米口徑白朗寧M36機槍，駕駛艙後方是炸彈艙，能載400公斤炸彈，一般是載一個400公斤炸彈或2個200公斤炸彈或10個26公斤小炸彈，投彈由觀察員負責，當他投彈時用一個轟炸瞄準俱瞄準，此外他還要操作無線電台和空用照相機，此外有需要的話，他還要操作防衛機槍，因此有建議要把它改成三座位，也就是在飛行員和觀察員之間再放一個座位去分擔觀察員的工作。

## 飛行性能

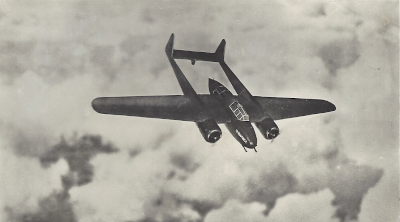
飛行中的G.I戰鬥機

福克公司宣稱雙發動機的G.I戰鬥機能夠擁有單發動機戰鬥機相同的飛行機動性，但其實要駕駛它需要有較高的技巧，在使用配平操作舵之下，某些速度之下可以有足夠的穩定性而能離桿飛行，該機有良好的俯衝性能，該機降落時不能快於250公里/小時，否則起落架很難落下，但一旦起落架落下，飛機會在空中左搖右擺，即使放下襟翼都無效，若速度低於150公里/小時，飛機會在空中失控。

## 裝備與實戰
G.I戰鬥機原本想外銷法國，但法國空軍卻選擇了法國國產的波泰630戰鬥機，內戰當中的西班牙（佛朗哥陣營）也想經愛沙尼亞購買，但因為德國人介入而被取消，芬蘭下了26架訂單，土耳其也感興趣但在1937年9月的試乘坐時卻差點出意外，至於本國荷蘭，1937年夏訂購了25架，同年10月21日又加了36架，荷蘭陸軍航空隊的G.I戰鬥機能乘坐3人，平時當戰鬥機時是乘坐2人，要執行轟炸和戰術偵察時3人。
荷蘭軍方對G.I戰鬥機進行了以下改變，此謂「G.Ia」:
- 要能乘坐3人，由此機身重心改變，機尾要加長，全機長由10.3米加長至10.9米，垂直尾翼面積加大，機內無線電台等設備要重新布置
- 改為和福克D-XXI戰鬥機一樣的水星VIII水冷發動機，為此機翼內側段加長了200毫米，也就是發動機外移，主翼面積由35.7平方米增加至36.8平方米，起落架和水平尾翼要加長

G.I在战前完成了各项测试并装备了荷兰陆军航空队，主要是在鹿特丹的第3航空團和卑爾根的第4航空團。
1940年5月10日凌晨2時，德军入侵荷兰，首先派出空軍轟炸機盡量把荷蘭軍機消滅在地面，當時荷蘭陸航能起飛的飛機祇有71架，凌晨3時，德國空軍的He 111轟炸機群開始對第3航空團的機場，2架G.Ia起飛並擊落了4架He 111並重創一架，但自身也被打至傷痕累累，祇好回航，第3航空團所在的雅爾哈文機場也有3架G.Ia被炸毀，有一個炸彈命中一架G.Ia的左右機身間空隙，所幸這是一個啞彈而無爆炸。
凌晨5時，大批Ju 52運輸機把大批德國傘兵運到勇堡機場上空作空降作戰，以佔領勇堡機場，然後又有8架Ju 52企圖在機場降落以運來更多援兵，一架G.Ia向其中一架Ju 52開火，但子彈卻不久後用盡，這架G.Ia最後反被Ju 52的防衛機槍擊落。
另一方面，德國空軍再派出轟炸機轟炸雅爾哈文機場，這次不單有He 111還有Ju 88轟炸機，這次又有3架G.Ia被炸毀在地面，5架G.Ia成功起飛後擊落了3架He 111和3架Ju 88，之後這5架G.Ia當中有3架由於燃料快用完而在一處海灘緊急降落，有1架被12架Bf 109戰鬥機圍攻而被擊落，最後一架在擊落一架Ju 52後在史濟普降落並加入第4航空團。
當日凌晨3時，德國空軍同樣派出轟炸機群以消滅在卑爾根的第4航空團，G.Ia被炸毀了3架傷9架，祇有一架能起飛，之後地勤人員努力修理好4架，再之後的兩日，第4航空團都要面對數量龐大的德軍機群，5月12日，執行偵察任務的G.Ia向地面上的Ju 52開火，這樣令德軍調來高射炮部隊，雖然仍未能擊落G.Ia戰鬥機但就令其進一步傷痕累累。
5月10日，荷蘭軍方把要外銷給芬蘭的G.I也借調來增援，但發現很多都未裝上武器，其中有3架之後裝上武器後交給第4航空團，但仍未能阻擋德軍的攻勢，到了5月14日，荷蘭祇剩下5架G.I戰鬥機，德國空軍下令對荷蘭各大城市進行大轟炸，迫使荷蘭政府宣佈投降。
荷兰战败后一些G.I 被编入纳粹空军，還有一架G.I逃亡到英國，英國人把它改為英國皇家空軍塗裝，用來研究木製機翼，直至報廢。

## 衍生型
- 基本型：G.Ia
- 出口型：G.Ib，尺寸较基本型略小
- 轻型轰炸机/重型战斗机/侦察机：G.II   换装了德制戴姆勒-奔驰DB-600H引擎（德语：Daimler-Benz DB 600）

## 使用國家
- 荷蘭
- 納粹德國
- 芬兰
- 英国